# Zeale scalaris
Zeale scalaris är en skalbaggsart som beskrevs av Francis Polkinghorne Pascoe 1866. Zeale scalaris ingår i släktet Zeale och familjen långhorningar.
Artens utbredningsområde är Panama. Inga underarter finns listade i Catalogue of Life.